# Сарапаєво
Сарапа́єво (рос. Сарапаево, марій. Сарапай) — присілок у складі Гірськомарійського району Марій Ел, Росія. Входить до складу Ємешевського сільського поселення.

## Населення
Населення — 101 особа (2010; 137 у 2002).
Національний склад (станом на 2002 рік):
- гірські марійці — 77 %